# Julbåten Juliana
Julbåten Juliana, även kallad Julbåtens resa jorden runt, var SR:s och Sveriges Radio-TV:s adventskalender 1961, och var den andra som sändes i TV. Första avsnittet sändes 3 december, så kalendern hade totalt 22 delar. Manus skrevs av Hans Peterson och producent och regissör i TV-versionen var Kåge Gustafsson och i radioversionen Birgitta Bohman.

## Handling
I TV handlade serien om en julbåt vid namn Juliana, spelad av Yvonne Scheldt, och om hennes besök i olika länder. Juliana hämtade med sig olika varor, exempelvis apelsiner i Spanien, dadlar i Tunisien och sill i Norge. Ambitionen var att visa att det svenska julfirandet av julen är beroende av många andra länder.
I radio berättade julbåten Julius, spelad av Ivar Wahlgren, om sina seglatser utomlands som besättningen fått uppleva. Julius berättar också hur en båt är uppbyggd och vad de olika delarna heter.

## Rollista
- Yvonne Scheldt – Juliana (TV)
- Ivar Wahlgren – Julius (radio)[1]

## Papperskalendern

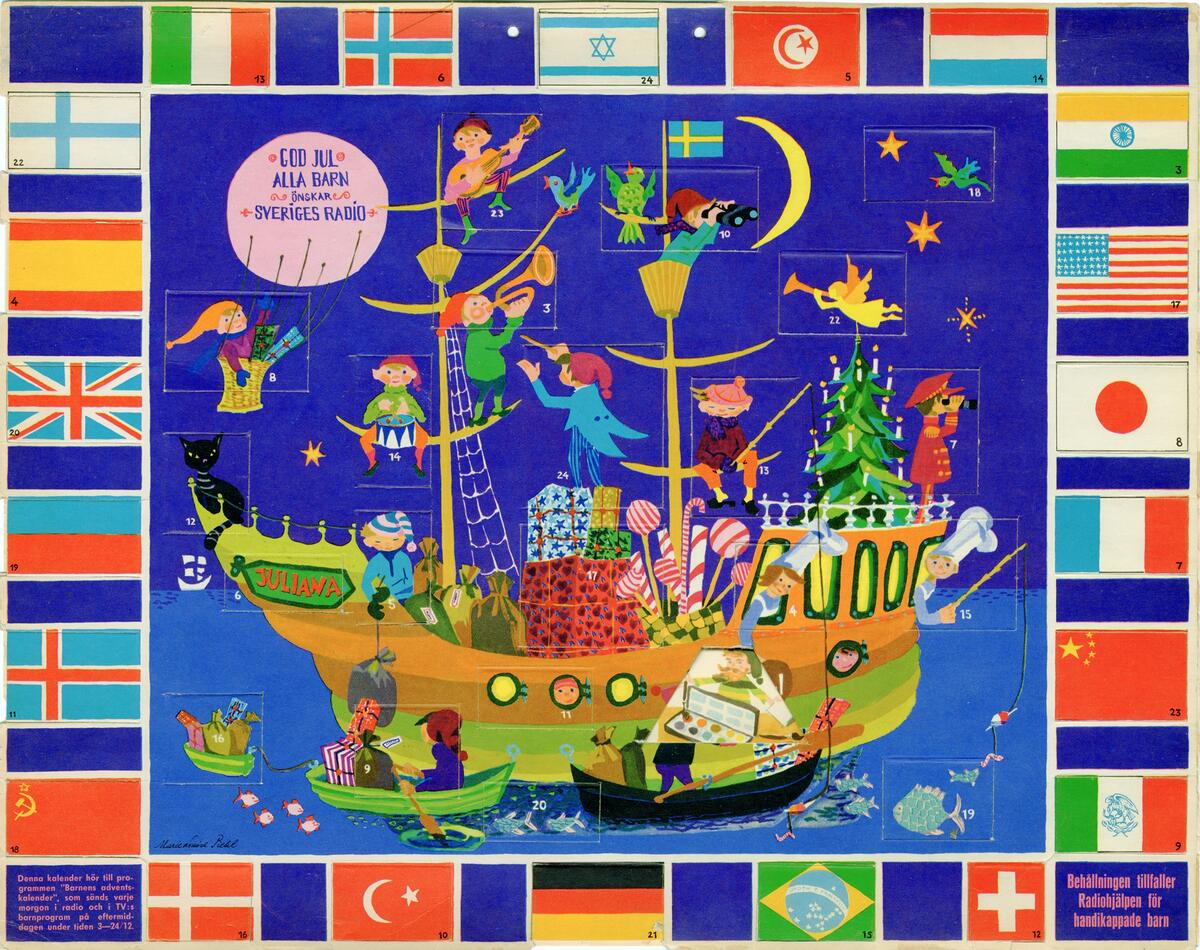
Papperskalendern föreställandes en båt med flaggor i ramen

Papperskalendern avbildade fartyget Juliana och kantades av flaggor. Den bestod av 44 luckor där de luckor inuti kalendern som överlappade fartyget rörde radiokalendern medan luckorna på flaggorna längs kalenderns kant rörde TV-kalendern. I TV öppnade programledaren Yvonne Scheldt varje dag en lucka bakom en flagga. Israels flagga representerade julafton.

## Produktion
Hans Peterson skrev manuset på en månad.

### Fotnoter
1. 1 2 3 4  Stenudd, Solveig (2004). Teskedsgumman, Pettson, Pelle Svanslös och alla de andra : julkalendern i radio och TV genom tiderna (Ny, utök. version). Sveriges television (SVT). sid. 16-17, 166. ISBN 91-975013-0-1. OCLC 186559284. https://www.worldcat.org/oclc/186559284. Läst 30 januari 2023
2. 1 2  Jan Gradvall (1996). TV! Nedslag i Sveriges Televisions historia. Stockholm: Sveriges Radios förlag. ISBN 91-522-1780-9
3. ↑  Cabot, Caroline (2020). Julkalendern genom tiderna. ISBN 978-91-7795-389-0. OCLC 1237997582. https://www.worldcat.org/oclc/1237997582. Läst 30 januari 2023
4. ↑  Lars Soold (10 december 1989). ”Bilderna viktigast”. Göteborgs-Posten. Läst 8 oktober 2023.